# Anaethalion
Anaethalion è un genere di pesci ossei estinto, appartenente agli elopomorfi. Visse nel Giurassico superiore (Kimmeridgiano - Titoniano, circa 152 - 148 milioni di anni fa) e i suoi resti fossili sono stati ritrovati in Europa.

## Descrizione
Questo pesce possedeva un corpo allungato, e solitamente raggiungeva la lunghezza di 15 centimetri. La testa era piuttosto grande (circa il 25-34% della lunghezza totale); le orbite erano grandi e circondate da cinque infraorbitali. La mandibola era allungata e il margine superiore era diritto. Erano presenti piccoli denti sia sulla mascella che sulla mandibola, ma anche sul dermopalatino, sull'ectopterigoide, sull'endopterigoide e sul parasfenoide. Sono inoltre stati rinvenuti piccoli denti associati agli archi branchiali. La pinna caudale, profondamente biforcuta, era dotata di piccoli fulcri sul lobo dorsale. Il corpo era ricoperto da scaglie cicloidi fortemente embricate, con molti circoli e sprovviste di raggi. Alcune scaglie erano dotate di un margine posteriore crenulato (Arratia, 1987).

## Classificazione
Come molti fossili descritti nell'Ottocento, i resti attribuiti al genere Anaethalion hanno una storia tassonomica molto complicata.
I primi fossili di questo animale furono ritrovati nel famoso giacimento di Solnhofen e vennero descritti come Clupea knorri da De Blainville nel 1818. Successivamente, altre specie di pesci ossei provenienti da Solnhofen vennero attribuite al genere Caturus (C. angustus, C. angustissimus) da Muenster nel 1839; lo stesso Muenster attribuì queste due specie al nuovo genere Aethalion nel 1842. La specie C. knorri venne attribuita al genere Leptolepis da Agassiz. Per lungo tempo vi fu una notevole confusione nella tassonomia dei pesci ossei di piccola taglia provenienti da Solnhofen. White nel 1938 istituì il genere Anaethalion, in sostituzione di Aethalion (nome già utilizzato per un insetto), per accogliere A. angustus, mentre De Saint-Seine nel 1949 attribuì al nuovo genere la specie Leptolepis knorri. Ancora oggi, tuttavia, in alcune esposizioni museali antiquate e in alcuni libri permane la dicitura Leptolepis knorri.

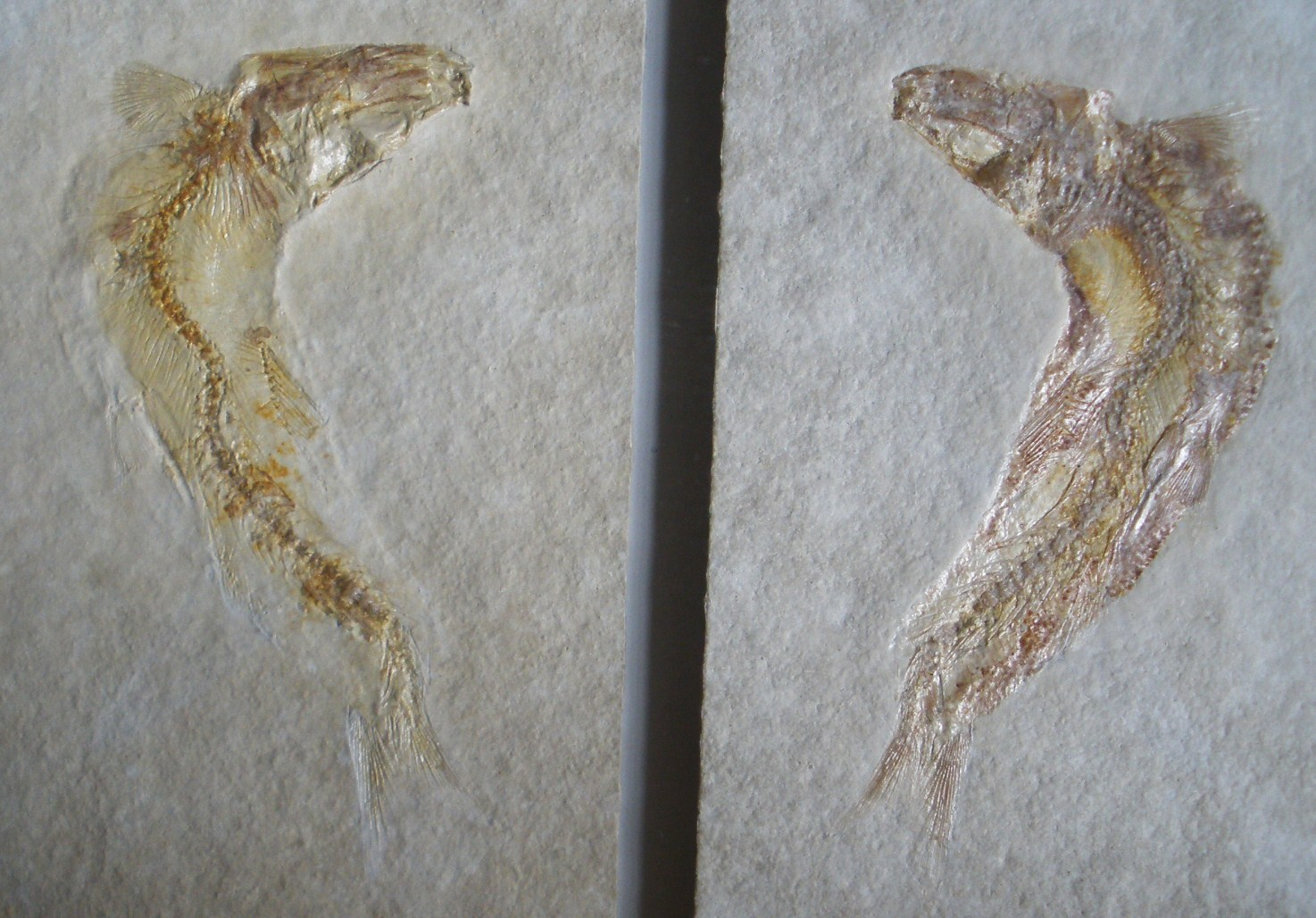
Fossile di Anaethalion knorri, conservato al Teylers Myseum di Haarlem

Al genere Anaethalion sono attribuite le seguenti specie: la specie tipo A. angustus (lunga circa 10 centimetri), A. angustissimus (leggermente più grande della precedente), A. knorri (dal cranio più allungato), A. subovatus (la più grande, poteva oltrepassare i 20 centimetri di lunghezza) e A. zapporum. Tutte queste specie provengono dai giacimenti della Baviera (Germania) come Solnhofen, Eichstaett e Schamhaupten; fossili attribuibili alla specie A. angustus sono stati ritrovati anche a Cerin (Francia). Altri fossili attribuiti al genere Anaethalion provengono dal Cretaceo inferiore di Pietraroja (Italia), ma è probabile che non appartengano al genere; la specie Anaethalion vidali del Cretaceo inferiore della Spagna è stata riassegnata al genere Ichthyemidion, così come varie specie del Cretaceo inferiore del Belgio e dell'Inghilterra al genere Aethalionopsis. 

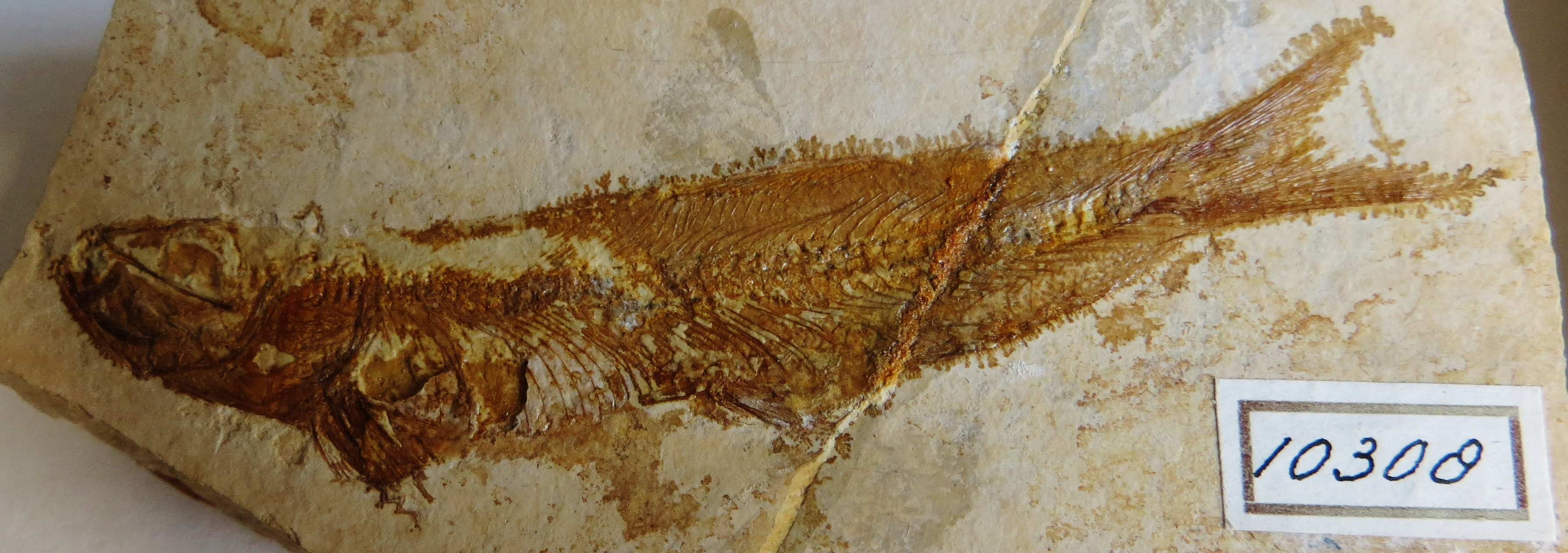
Fossile di Anaethalion angustus, conservato al Teylers Myseum di Haarlem

Anaethalion è considerato uno dei membri più antichi e primitivi del gruppo degli elopomorfi, un grande gruppo di pesci che comprendono attualmente elopiformi, albuliformi, anguilliformi, saccofaringiformi e probabilmente gonorinchiformi. Anaethalion è ascritto a una famiglia a sé stante, Anaethalionidae, comprendente anche l'assai simile Eichstaettia. È possibile che la specie A. angustissimus sia in realtà più derivata delle altre specie, e che il genere Anaethalion sia parafiletico (Arratia, 2000).